# Ommatius leucopogon
Ommatius leucopogon là một loài ruồi trong họ Asilidae. Ommatius leucopogon được Wiedemann miêu tả năm 1824. Loài này phân bố ở miền Ấn Độ - Mã Lai.